# Державна служба морського і внутрішнього водного транспорту та судноплавства України
Державна служба морського і внутрішнього водного транспорту та судноплавства України (Адміністрація судноплавства) — утворений 6 вересня 2017 року центральний орган виконавчої влади України, діяльність якого спрямовується і координується Кабінетом Міністрів України через Міністра інфраструктури і який реалізує державну політику у сферах морського та внутрішнього водного транспорту та судноплавства.

## Історія створення
Центральний орган виконавчої влади з такою назвою був утворений у 2010 році одночасно з утворенням Міністерства інфраструктури України шляхом реорганізації Міністерства транспорту та зв'язку України. Кабінет Міністрів України спрямовував і координував діяльність цієї служби через Міністра інфраструктури України.
В 2011 шляхом реорганізації Державної служби морського і річкового транспорту України була утворена її правонаступниця — Державна інспекція України з безпеки на морському та річковому транспорті (Укрморрічінспекція) я якості центрального органу виконавчої влади України
10 вересня 2014 р. було прийнято Постанову Кабміну № 442, якою скасовано Державну інспекцію України з безпеки на морському та річковому транспорті. Її правонаступник — Державна служба України з безпеки на транспорті.
6 вересня 2017 року створена Державна служба морського та річкового транспорту України - центральний орган виконавчої влади України, діяльність якого спрямовується і координується Кабінетом Міністрів України через Міністра інфраструктури і який реалізує державну політику у сферах морського та внутрішнього водного транспорту та судноплавства.
Відповідно до постанови Кабінету Міністрів України від 06.03.2022 № 212 Державну службу морського та річкового транспорту України перейменовано на Державну службу морського і внутрішнього водного транспорту та судноплавства України.

## Статус
Основними завданнями Адміністрації судноплавства є:
- реалізація державної політики у сферах морського і внутрішнього водного транспорту та судноплавства;
- внесення на розгляд Міністра інфраструктури пропозицій щодо забезпечення формування державної політики у сферах морського і внутрішнього водного транспорту та судноплавства;
- забезпечення дотримання і виконання зобов'язань, взятих за міжнародними договорами України у сферах морського і внутрішнього водного транспорту та судноплавства;
- регулювання в межах повноважень, передбачених законом, торговельного мореплавства, судноплавства на внутрішніх водних шляхах;
- здійснення державного нагляду у сферах морського і внутрішнього водного транспорту та судноплавства;
- надання в передбачених законом випадках адміністративних послуг у сферах морського і внутрішнього водного транспорту та судноплавства;
- навігаційно-гідрографічне забезпечення судноплавства у територіальному морі, внутрішніх морських водах та на внутрішніх водних шляхах України.

Адміністрація судноплавства здійснює свої повноваження безпосередньо та через територіальні органи.
Адміністрацію судноплавства очолює Голова, який призначається на посаду та звільняється з посади Кабінетом Міністрів України за пропозицією Комісії з питань вищого корпусу державної служби.
Розміщується на правах оренди за адресою: м. Київ, просп. Перемоги, 14.

## Міжрегіональні управління
Створено територіальні органи, які є структурними підрозділами Адміністрації судноплавства:
- Дунайське міжрегіональне управління;
- Чорноморське міжрегіональне управління;
- Чорноморсько-Азовське міжрегіональне управління;
- Нижньодніпровське міжрегіональне управління;
- Черкаське міжрегіональне управління;
- Верхньодніпровське міжрегіональне управління;
- Подільсько-Карпатське міжрегіональне управління.

## Юридичні особи, що належать до сфери управління Адміністрації судноплавства
Розпорядженням Кабінету Міністрів України від 24 жовтня 2018 р. № 863 (із змінами, внесеними розпорядженням Кабінету Міністрів України від 05 березня 2022 р. № 201-р) прийнято рішення про передачу державних підприємств, установ та організацій до сфери управління Державної служби морського і внутрішнього водного транспорту та судноплавства України (Адміністрація судноплавства).
- Державна установа «Держгідрографія»;
- Державне підприємство "Класифікаційне Товариство «Регістр судноплавства України»[11];
- Державне підприємство «Науково-дослідний проектно-конструкторський інститут морського флоту України з дослідним виробництвом»;
- Державне підприємство «Сервісний центр морського та річкового транспорту» (Моррічсервіс).